# YPDA
YPDA는 대한민국의 걸그룹이다. 2018년 데뷔곡 '예뻐지다'로 데뷔했다.

## 경력
- 마음소리너 홍보대사 (2018)